# فرودگاه جییانگوشان
فرودگاه جییانگوشان (به انگلیسی: Jieyang Chaoshan Airport) (به زبان بومی: 揭阳潮汕机场) یک فرودگاه همگانی با کد یاتا SWA است که یک باند فرود بتن دارد و طول باند آن ۲۸۰۰ متر است. این فرودگاه در کشور چین قرار دارد .

## شرکت‌های هواپیمایی و مقصدهای پروازی

### مسافری

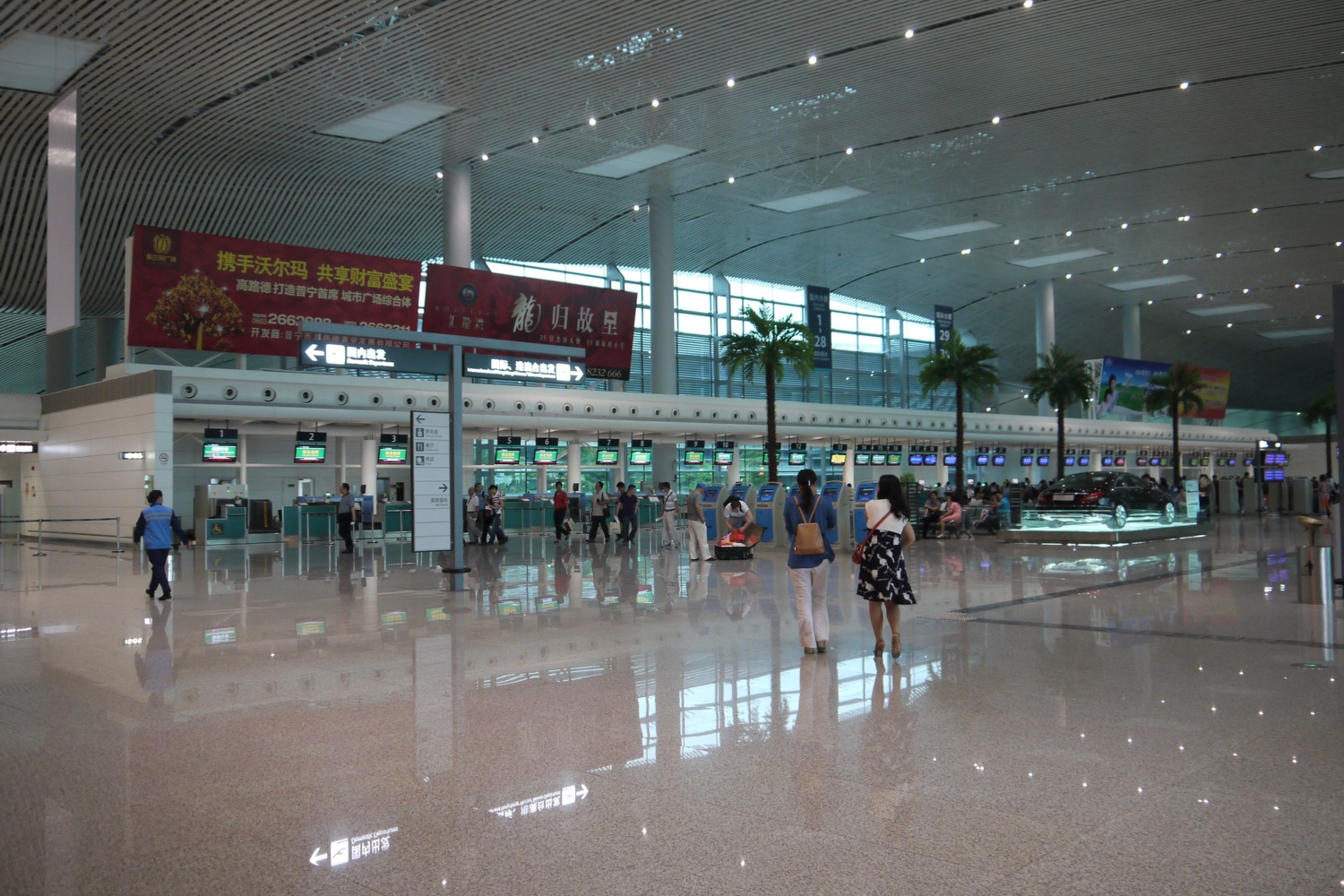
Departures Area

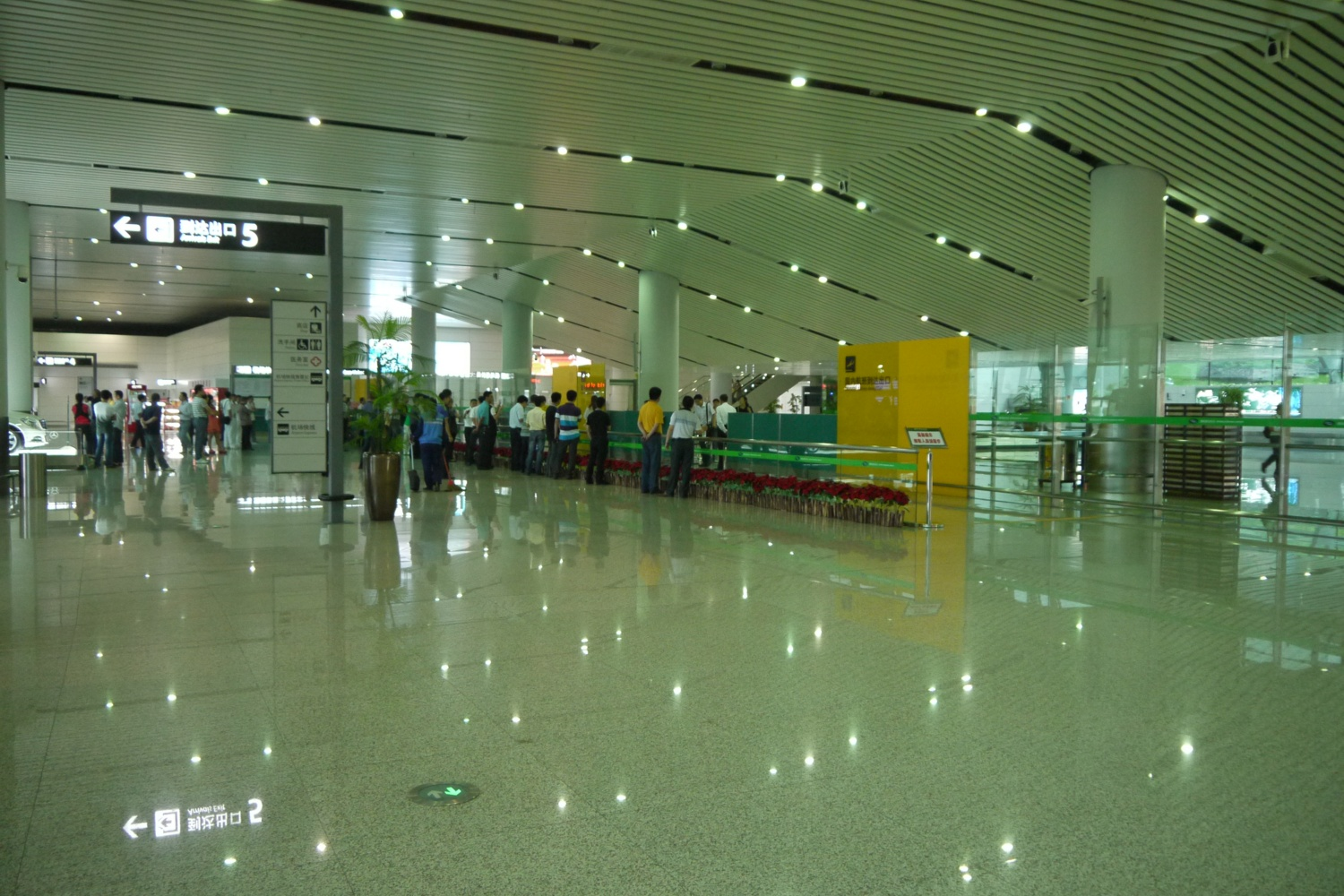
Arrivals Area

| شرکت‌های هواپیمایی      | مقصدهای پروازی | Terminal |
| ---------------------- | --- | -------- |
| ایرآسیا                | کوالالامپور | I        |
| ایر چاینا              | پکن، چنگدو شوانگلیو | D        |
| Air Guilin             | گایلین لیانگ‌جیانگ | D        |
| هواپیمایی شرقی چین     | چانگشا هوانگهوا، هایکو میلان، هانگجو ژیاشان، کونمینگ چانگشوی، شانگهای هونگچیائو، ونچو یونگچیانگ، ووهان تیانهه، زوشن پوتوشن | D        |
| هواپیمایی جنوبی چین    | پکن، چانگشا هوانگهوا، چنگدو شوانگلیو، چنگچینگ ییانگبی, بایون گوآنگجو، گایلین لیانگ‌جیانگ، لانگ‌دونگ‌بائو گوئی‌یانگ، هایکو میلان، هانگجو ژیاشان، کونمینگ چانگشوی, نانجینگ لوکو، نانینگ ووژو، سانیا فونیکس، شانگهای هونگچیائو، ووهان تیانهه، ایوو، ژنگژو سین‌ژنگ | D        |
| هواپیمایی جنوبی چین    | سووارنابومی، هنگ کنگ، پوکت، تائویوان تایوان | I        |
| چاینا یونایتد ایرلاینز | چانگشا هوانگهوا، هفئی ژینگیاو | D        |
| Fuzhou Airlines        | فوژو چنگل، لیوژو بایلیان | D        |
| GX Airlines            | هایکو میلان، هفئی ژینگیاو، نانینگ ووژو | D        |
| هبئی ایرلاینز          | نانچانگ چانگبی | D        |
| Jetstar Asia Airways   | چانگی سنگاپور | I        |
| Lucky Air              | کونمینگ چانگشوی | D        |
| اوکی ایرویز            | چانگشا هوانگهوا، هانگجو ژیاشان | D        |
| شاندونگ ایرلاینز       | چانگشا هوانگهوا، Bo'ao، جینان یاکیانگ، نینگبو لیشه | D        |
| شانگهای ایرلاینز       | شانگهای هونگچیائو، شانگهای پودنگ، زوهای سانزاهو | D        |
| سیچوان ایرلاینز        | چنگچینگ ییانگبی، جینان یاکیانگ، تیانجین بینهای | D        |
| اسپرینگ ایرلاینز       | شانگهای هونگچیائو، شنینگ تخین | D        |
| تای ایرآسیا            | دن موئنگ | I        |
| تیانجین ایرلاینز       | گایلین لیانگ‌جیانگ، هایکو میلان، نانجینگ لوکو، هانگجو ژیاشان، ژان‌جیانگ | D        |
| وست ایر                | چنگچینگ ییانگبی، نانجینگ لوکو، شانگهای پودنگ، ژنگژو سین‌ژنگ | D        |

### باری
| شرکت‌های هواپیمایی | مقصدهای پروازی |
| ----------------- | -------------- |
| SF Airlines       | هانگجو ژیاشان  |